# Садака ибн Мансур
Абуль-Хасан Садака I ибн Мансур Сайф ад-Даула Фахр аль-Дин (тур. Ebü’l-Hasen Seyfü’d-devle Sadaka b. Mansûr b. Dübeys el-Mezyedî el-Esedî en-Nâşirî , араб. صدقة بن منصور بن دبيس المزيدي الناشري الأسدي أبو الحسن،‎; 1050 или 1054 — 1108) — правитель эмирата Мазъядидов в Центральном Ираке в 1086—1108 годах. Носил лакаб ‘Малик аль-Араб’ — «Повелитель арабов», латинские хронисты называли его «королём арабов» (лат. Rex Arabum). Согласно Ибн аль-Джаузи, титул «короля арабов» дал ему халиф.
В борьбе за трон сыновей сельджукского султана Мелик-шаха Садака поддерживал сначала Баркиярука, затем Мухаммеда Тапара. Воспользовавшись этой борьбой, он увеличил свой эмират, территория которого стала простираться от Басры до Тикрита. Садака поддерживал и укрывал у себя мятежных эмиров, что привело его к конфликту с Мухаммедом Тапаром. В 1108 году между ними состоялась битва у Нуманийе между эль-Хиллой и Васитом, в которой Садака погиб. Один его сын, Дубайс, был взят в плен, второй, Бадран, сумел скрыться. Лишь после смерти Мухаммеда Тапара в 1118 году Дубайс смог вернуться в Хиллу и возглавить эмират отца.
Садака считался основателем Хиллы в 1101 году, но ориенталист Дж. Макдиси доказал, что город существовал и до него. Тем не менее именно Садака укрепил его и сделал важным торговым и политическим центром эмирата.

## Биография

### Ранние годы
Садака родился в  1050 или  1054 году. Его отцом был Мансур ибн Дубайс из династии Мазъядидов, правивших в эмирате в Центральном Ираке со столицей в эль-Хилле. Женой Мансура в 445 г. Х. стала дочь Арслана аль-Басасири, но неизвестно, была ли она матерью Садаки. О ранних годах жизни Садаки данных нет. Взросление его происходило в то время, когда племенем управлял его дед, Дубайс ибн Али, умерший в 1082 году. По словам Ибн аль Джаузи, Дубайс не любил своего внука, объясняя это сном, в котором Садака добрался до неба с топором в руке, срубил звёзды, а затем упал. Это сон Дубайс истолковывал так: Садака высоко поднимется, но потратит много средств на разжигание раздоров и погубит семью. В  марте 1082 года Дубайс умер, и эмиром стал отец Садаки.

### Поход против Мерванидов
Ты заслужил благодарность бени Укайл.

Среди дня страх угнетал их,

Утром в них стреляли турки.

Стрелами, которые летали повсюду.

Они не были трусами, но стрел было море,

Множество, против которого не могли устоять океаны.

Когда они покорились своей судьбе,

Всё утратили и потеряли,

Ты проявил к ним благосклонность и освободил,

Они были в западне, но теперь — освобождены.

Если бы ты их не выпустил,

Ни один пленник не был бы освобождён.

بآمد يوم كظّهم الحذارُ

غداةَ رمتهمُ الأتراكُ طرّاً

بشهبٍ في حوافلِها ازورارُ

فما جبنوا، ولكن فاض بحرٌ

عظيمٌ لا تقاومهُ البحارُ

فحين تنازلوا تحت المنايا 
وفيهنَّ الرزيةُ والدمارُ

مننتَ عليهمُ، وفككتَ عنهم

وفي أثناء حبلهمُ انتشارُ

ولولا أنتَ لم ينفكَّ منهم 

أسيرٌ، حين أعلقه الإسارُ
В короткий период правления Мансура источники зафиксировали лишь одно событие из жизни Садаки. В  1083/84 году он вместе со своим отцом присоединился к армии, которую сельджукский султан Мелик-шах послал захватить бейлик Марванидов. Последние пришли в Анатолию с Алп-Арсланом, но после смерти последнего отказались подчиниться его сыну Мелик-шаху и признать себя его вассалами. Кампанию султана против них возглавил визирь Фахр ад-Даула ибн Джахир, который до  1061 года был визирем Марванидов и питал надежды, что Мелик-шах отдаст бейлик ему. Союзником Марванида Мансура стал Муслим ибн Кюрейша, правитель Мосула из бедуинского племени бану Укайл. До этого момента у Муслима не было конфликтов с сельджукидами, но он был единственным несельджукским правителем в Месопотамии и опасался, что станет следующей мишенью. Войска султана захватили лагерь бану Укайл, захватили их имущество и взяли в плен их женщин. Садака за счёт личных средств выкупил пленников, обеспечил их всем необходимым и отправил обратно в их земли. За этот поступок поэты восхваляли его щедрость и благородство. Стихотворение Мухаммада ибн Халифа ас-Синбиси (ум.  1121/22) сохранилось благодаря цитированию его Ибн аль-Асиром (1160—1233/34). Поэт Тахир ибн аль-Хусейн Абуль-Вафа аль-Банданиджи аль-Хамадхани (ум. 1088/89) тоже посвятил Садаке превозносившее того стихотворение, которое Ибн аль-Асир не стал цитировать из-за его многословия.

### Начало правления
Мансур ибн Дубайс правил короткое время и умер в  июне/июле 1086 года или в  августе 1086 года, оставив по себе добрую память. «Он был отважным героем и великодушным поэтом», — написал о нём аз-Захаби (1274—1348). Правителем эмирата (территорий на левом берегу Тигра) Мелик-шах признал Садаку.
После смерти султана Мелик-шаха в  1092 году Садака принял участие в войнах его наследников и приобрёл большое влияние, принимая сторону то одного, то другого из сыновей султана. Сначала он поддержал Баркиярука. Это дало тому преимущество, и 31 декабря 1099 года он занял Багдад. От его имени в Багдаде была прочитана пятничная молитва. Однако вскоре у Баркиярука начались финансовые затруднения. После победы над Тапаром он распустил бо́льшую часть армии, будучи не в состоянии её содержать. В  1101 году Мухаммед Тапар и Санджар выступили против Баркиярука, который прибыл в Багдад и потребовал помощи у халифа, но тот дал ему лишь 50 тысяч динаров. Этого было мало. Визирь Баркиярука Абуль-Мехасин ад-Дихистани потребовал от Садаки выплатить крупную сумму, якобы долг в 1 миллион динаров. После получения грубого письма визиря, грозившего послать войска и вторгнуться в его города в случае неповиновения, Садака рассердился, что вызвало разрыв эмира с султаном. Потеря такого союзника для Баркиярука была опасной, поэтому он приехал в Багдад и попытался договориться с Садакой. Баркиярук неоднократно приглашал его к себе, но тот отказывался. Садаке было передано обещание султана щедро вознаградить его, если он поступит к нему на службу. В ответ эмир выдвинул одно условие — потребовал выдать ему оскорбившего его визиря Абуль-Мехасина, на что Баркиярук не соглашался. Как следствие, эмир выгнал султанского вали из эль-Куфы и сам занял город. Вскоре после этого он исключил имя Баркиярука из молитвы, и её стали читать в эмирате от имени другого сына Мелик-шаха, Мухаммеда Тапара. Когда в  ноябре 1101 года Мухаммед Тапар занял Багдад, Садака явился к нему, чтобы засвидетельствовать свою верность.

### Строительство
Садака перестроил свою новую столицу эль-Хиллу, укрепив её (по разным сообщениям, в  1101 или  1102 году), и в городе прочли хутбу уже от его имени. Ранее считалось, что Садака основал город на месте эль-Джамиайна, но ориенталист Дж. Макдиси доказал, что эль-Хилла как город существовала и до 1101/02 года. Садака лишь превратил Хиллу в укреплённый и процветавший торговый центр. До 1101 года бени Мазъяд кочевали между Нилом, эль-Фаллуджей и эль-Джамиайном и жили в шатрах. Город сразу приобрёл большое значение, поскольку в нём был сооружён лодочный мост, который использовали как паломники (путь в Мекку из Багдада шёл через земли Мазъядидов), так и торговцы. В  1184 году Ибн Джубайр пересек Евфрат в эль-Хилле по «большому мосту из лодок, скованных железными цепями». Знаменитый лодочный мост в городе существовал ещё во времена Ибн Баттуты.
Ибн аль-Джаузи писал, что Садака, кроме того, что укрепил Хиллу, построил две крепости для укрытия в случае опасности. Для первой он выбрал место на холме в болотах (Батиха). Для второй он откупил у бедуинов участок земли на расстоянии нескольких дней от эль-Куфы и потратил 40 тысяч динаров на строительство. Дополнительно он был готов сделать бреши в дамбах, чтобы залить противника водой или создать водную преграду. В Багдаде у Садаки был дом на улице Фироуз, подаренный ему халифом. На обустройство дома Садака потратил несколько десятков тысяч динаров.

### Отношения с Иль-Гази
Хотя халиф аль-Мустазхир Биллах снова провозгласил Баркиярука султаном, Садака отказывался признать его сюзеренитет. В  конце декабря 1102 года Баркиярук назначил на должность шихне (мэра) Багдада Гумуштекина аль-Кайсери. К тому моменту эту должность занимал Иль-Гази, назначенный Мухаммедом Тапаром. Иль-Гази принял меры, чтобы не впустить Гумуштекина в город. Он вызвал брата, Сукмана, из Хисн-Кейфы, а затем прибыл к Садаке и предложил возобновить соглашение против Баркиярука. Совместными усилиями им удалось вынудить Гумуштекина к  январю 1103 года покинуть Багдад. Сукман разграбил несколько селений у Багдада. Воины Садаки присоединились к туркоманам Иль-Гази и Сукмана в грабежах, но Ибн аль-Асир отмечал, что «его бедуины и курды были менее жестокими по отношению к женщинам, чем туркоманы». В Васите Гумуштекин тоже не смог закрепиться, и в обоих городах Мухаммед был снова признан султаном.
В 1103 году Садака по просьбе халифа аль-Мустазхир Биллаха прибыл в Багдад, чтобы примирить его с одним из командиров Мухаммеда Тапара, Иналом ибн Ануштекином. Садака оставил вместо себя Дубайса следить вместе с Иль-Гази за соблюдением заключённого с Иналом соглашения о ненападении. По какой-то причине Дубайс не мог справиться с Иналом. Возможно, Садака не оставил ему достаточно людей. Халиф снова обратился к Садаке, тот прибыл и участвовал в операциях против Инала вместе с Иль-Гази.
В 1103/4 году племянник и соратник Иль-Гази, Балак, захватил у «сыновей Яхши ибн Иса» города Ана и эль-Хадита. Несмотря на союзные отношения с Иль-Гази, Садака выступил против завоевания этих городов, дважды вынудив Балака отступить.

### Расширение эмирата и отношения с Мухаммедом
В  1104 году Мухаммед Тапар и Баркиярук заключили соглашение. По договорённости между ними Центральный Ирак включался в удел Мухаммеда Тапара. Он приехал в Багдад с Сукманом аль-Кутби и другими эмирами, и Садака послал к нему своих сыновей Бадрана и Дубайса. Пользуясь ситуацией, Садака распространил свою власть на большую часть Ирака. В 1104 году он отобрал город Хит на Евфрате у назначенного Баркияруком шихне и назначил новым наместником своего кузена Сабита ибн Камиля. В  июне/июле 1104 года Садака занял Васит и назначил управлять им Мухаддхиба ас-Саида.
В 1105 году умер Баркиярук, и Мухаммед Тапар остался единственным султаном. Он начал брать под контроль территории Баркиярука и отправил в Басру своих людей, чтобы присоединить её к своим владениям. В Басре правил назначенный Баркияруком около 1102 года Исмаил бен Арсланджик, который не впустил людей Мухаммеда в город. Султан решил любой ценой захватить Басру и в  1105/06 году поручил это Садаке. Тот отправил одного из своих военачальников, эмира Батихи Мюхеззибуддевле бен Абуль-Себр, к Исмаилу и попросил его передать город. Однако Исмаил арестовал посланника. В  январе/феврале 1106 года Садака выступил против Исмаила и принудил его сдаться после упорной битвы. Эмир захватил Басру  10 февраля 1106 года и отдал её на три дня своим бедуинам на разграбление. Затем он назначил управлять городом одного из мамлюков своего деда Дубайса, Алтунташа, но после пленения последнего бедуинскими разбойниками нового наместника назначил уже Мухаммед Тапар. Тикритом управлял Кейкубад ибн Хазарасп аль-Дайламл, назначенный Баркияруком. После захвата Басры Мухаммед назначил шихне Тикрита Ак-Сункура аль-Бурсуки и послал его занять город. Поскольку Кейкубад не подчинился, Ак-Сункур осадил Тикрит, но, несмотря на семь месяцев осады, он не смог добиться никаких результатов. Когда условия в городе стали критическими, и Кейкубад увидел, что больше не может продержаться, он послал к Садаке и сообщил, что хочет сдать город ему. В  октябре 1106 года Садака пришёл и занял Тикрит, а Ак-Сункур был вынужден вернуться. Шихне Тикрита Садака назначил Варрама ибн Аби Фираса.
Согласно Ибн аль-Каланиси, Мухаммед Тапар поручил атабеку Джавали отправиться против крестоносцев в  1106/07 году. Он послал сообщение Садаке и атабеку Мосула Джекермышу и приказал им присоединиться к армии и помочь деньгами. Садака был недоволен и оказал сопротивление. Тогда Джавали отправился к Джекермышу, но и тот не торопился помогать ему. Мухаммед сместил Джекермыша и назначил атабеком Мосула Джавали. Так кампания против крестоносцев превратилась в войну эмиров. Джекермыш обращался к Садаке и Кылыч-Арслану, призвав на помощь, но Садака мудро отказался. Следствием борьбы стали смерть Джекермыша и Кылыч-Арслана. Однако случай с Джекермышем отличался от других — чаще всего Садака поддерживал мятежных эмиров. Когда у Мухаммеда возник конфликт с хакимом Саве Абу Дюлефом Сурхабом ибн Кейхусрев, тот нашёл убежище у Садаки. Султан попросил эмира его выдать, но тот заявил, что будет защищать Абу Дюлефа и не сдаст его. Садака всегда предоставлял убежище тому, кто впал в опалу султана, и Мухаммед опасался роста его влияния в регионе. В 1107 году при дворе султана кто-то начал распространять ложные слухи о принадлежности Садаки к шиитам-низаритам, которых сельджуки ненавидели. Долгие переговоры между Садакой и султаном только привели к открытому разрыву между ними. Как писал Ибн аль-Асир, Абу Джафер сказал султану, что рост могущества и влияния Садаки в регионе необходимо остановить.

### Последний конфликт с султаном
Рассказы о событиях, приведших к гибели Садаки, совпадают в главном, хотя и различаются в деталях. Узнав о разговорах, ходивших в окружении султана, Садака собрал армию из 20 тысяч всадников («из отребья курдов, тюрок, дейлемитов и арабов») и 30 тысяч пехотинцев. Султан тоже начал готовиться к кампании, но наступила зима ( декабрь 1107/январь 1108 года), и «образовалось непроходимое болото».  18 января 1108 года Мухаммед всё-таки покинул Багдад, но, видя, что его армия пока недостаточно сильна, решил попробовать договориться с Садакой, тем более, что халиф аль-Мустазхир Биллах попросил султана остановиться в Заафарании. Халиф послал Али ибн Тирада аль-Зейнеби и Абу Саида аль-Хереви в Хиллу и попросил Садаку подчиниться Мухаммеду Тапару. Неуверенность в мирных намерениях султана останавливала Садаку, но он ответил письмом, что согласен. Халиф переслал это письмо султану, одновременно написав Садаке и посоветовав послать к султану доверенных лиц, чтобы договориться о заложниках и подтвердить решения клятвой. Абу Саид аль-Хереви попытался убедить Садаку, что ему ничего не угрожает. По словам посла, целью султана была война с крестоносцами, в которой ему был бы полезен эмир Хиллы. Садака был готов отправить родственников в заложники и покориться, но его беспокоила судьба тех, кто укрылся у него. Он поставил несколько условий, среди которых было вернуть Сурхаба ибн Кейхусрева к власти, и обещал служить султану при выполнении этих условий. Садака настаивал на своих требованиях, но султан не желал их выполнять, и битва была неизбежна.
Жизнь в [этом] мире — как сновидение,

А человек — словно бледный призрак.

Сколько надеющихся мчалось на конях мечты,

но спотыкалось о тенета смерти!

Он был морем щедрости и ясной луной во мраке,

был львом в сражении и столпом величия.

Сколько раз ты обнажал меч, словно солнце:

его блеск потускнел от зари из густой крови героев.
 

Смеялись лики богатств у его могилы,

и оплакивали его очи смерти.

Собрания были полны, [когда он был там],

увенчанный блестящими делами.

Я плакал над ножнами, утратившими свой меч.

Чудовище, [погубившее его], страшнее, чем лев.
По другой версии, Садака извинился и решил отправить своего сына Дубайса заложником к султану. Однако военачальник Садаки Саид ибн Хамид отговорил его идти на примирение. Окружение султана тоже было против примирения. Эмир Мавдуд и другие эмиры заявили, что настроены сражаться. К тому моменту, когда у Садаки были послы султана и эмир принял решение послать к султану Дубайса, чтобы примириться, ему пришло известие, что между солдатами Садаки и султана идёт бой. Послы султана сказали, что этого не может быть, но Садака не рискнул послать сына, о чём сообщил халифу. Видимо, когда до некоторых солдат султана дошли слухи о возможном перемирии, они напали на земли Садаки, чтобы не дать перемирию свершиться и поживиться добычей.

### Последнее сражение
Когда султан Мухаммед Тапар узнал, что Садака определённо решил сражаться, он призвал своих вассалов. Командование армией он поручил эмиру Мавдуду. Противники встретились  4 марта 1108 года в Нуманийе между Хиллой и Васитом (на болотах Заафарании).
Описание расположения войск оставил Ибн аль-Джаузи. На правый фланг Садака поставил своего сына Дубайса, Саида ибн Хамида и курдов. Напротив них стояли Бурсукогуллары. На левом фланге арабов стояли второй сын Садаки, Бадран, и племя Абаде (именно оно побежит в бою первым). В сельджукской армии напротив Бадрана располагались Ахмедил из Мераге и другие эмиры. Сам Садака стоял в центре, вместе с ним находились укрывшиеся у него эмиры.
Согласно Ибн аль-Асиру, Садака выбрал хорошее место для боя у деревни Матар на берегу Тигра. Он продумал расстановку своих войск, исходя из того, что на поле дул сильный ветер в сторону сельджукских войск. Тем самым эмир хотел получить тактическое преимущество, поскольку тюрки воевали, осыпая противника тучей стрел. Однако ветер неожиданно изменил направление, что сыграло против арабов. Когда конница Садаки пошла в атаку, её осыпал град стрел. К тому же между арабским и тюркским войсками пролегал канал. Всё это вместе остановило атаку арабов Садаки.
Садраддин аль-Хусайни (XII—XIII века) утверждал, что встреча произошла в болотистой местности, которая в зимний период времени представляла собой поле непролазной грязи. Между противниками образовалось непроходимое болото, в котором конница Садаки увязла, и атака захлебнулась. Лучники султана спешились и начали осыпать войска Садаки стрелами.
О том, что арабы бежали и Садака был поражён стрелой, писали все хронисты (Ибн аль-Асир утверждал, что от этого ранения он и скончался). Садака был ранен в спину, и гулям по имени Бозкуш сбросил его с лошади. Хотя Садака представился, но тот отрубил ему голову и отнес её Ак-Сункуру аль-Бурсуки, который доставил её Мухаммеду Тапару, последний же отправил голову своему брату Санджару. К моменту смерти Садаке было пятьдесят девять лет. Вместе с Садакой в битве полегло 3000 кавалеристов, а из выживших многие попали в плен. Среди последних был и сын Садаки, Дубайс. Второй сын Садаки, Бадран, бежал в Сирию. Мухаммед Тапар вернулся в Багдад на следующий день, не заезжая в Хиллу. Он приказал доставить к нему в Багдад из Батихи жену Садаки и освободил Дубайса из цепей, чтобы тот мог встретить мать. По словам Ибн аль-Асира, после её прибытия султан выразил ей соболезнования и сказал: «Я бы хотел, чтобы его привели ко мне, чтобы я его осыпал милостями и наградами. Но судьба меня победила». Согласно Ибн аль-Джаузи, Садаку похоронили у мавзолея имама Хусейна в Кербеле.
После смерти Садаки династия пришла в упадок.

## Личность
По отзывам Садака был честным, надёжным, щедрым, верным, милосердным и справедливым. В его библиотеке были «тысячи книг». Однако хотя он хорошо читал, но не умел писать. Современникам Садака был известен как «Мелик аль-Араб» («царь арабов») и «Эмир аль-Араб» («эмир арабов»), латинские хронисты звали его «Повелитель арабов» (Rex Arabum). Согласно Ибн аль-Джаузи, титул «короля арабов» дал ему халиф. Современники оплакивали его кончину. Все авторы едины в утверждении, что Садака воплощал традиционные арабские добродетели: щедрость и гостеприимство. Арабские поэты и историки превозносили его. Ибн аль-Джаузи писал, что дом Садаки в Багдаде был «неприкосновенным убежищем для всех, кто находился в страхе», аналогично и Хилла, по словам Ибн аль-Тиктака, «была пристанищем путешественника, прибежищем надеющихся изгнанников и укрытием для испуганных беглецов». Ибн Халликан называл Садаку смелым и сильным, Аз-Захаби — смелым и храбрым. Ибн Касир (ум. 1373) рисует хвалебный портрет образованного человека, защитника и покровителя. Ибн аль-Имад (ум.  1679) писал, что Садака — «шиит, автор благородных и прекрасных поступков, долготерпеливый и щедрый». Ал-Хусайни сохранил касыду поэта ибн Хазина (1078—1124) с оплакиванием смерти Садаки. По словам Ибн Халликана, выдающийся поэт визиря Низама аль-Мулька, Ибн ал-Хеббарийе (1023—1115), посвятил ему поэму. Однако не только мусульманские хронисты хвалили его. Матвей Эдесский писал о нём: «Этот вождь арабов был отважным мужем и доблестным воином», Михаил Сириец назвал его выдающимся представителем «расы арабов».
По словам С. Лэйн-Пула, Садака был «одним из выдающихся героев арабской истории, прославленный поэтами и летописцами». А. Мюллер справедливо описывал его как «амбициозного араба», «настоящего бедуина, храброго, упрямого и коварного». К. Босуорт назвал его «величайшим правителем династии», историк писал, что Садаку считали «смелой и благородной личностью, объединявшей идеалы бедуинского рыцарства и исламского рвения, щедрым покровителем арабских учёных». Историк крестовых походов Т. Арчер назвал его «самым замечательным человеком».

## Семья
Садака был целомудренным человеком. У него за всю жизнь была только одна жена и не было наложниц.
Известно о трёх сыновьях Садаки:
- Дубайс, сменившем отца в качестве правителя эмирата[2];
- Бадран, сын Садаки, имел лакаб Тадж аль-Мулюк («диадема принцев»). После смерти отца и пленения Дубайса он покинул Багдад и удалился в Сирию, оттуда через год перебрался в Египет и вскоре умер там в  1108/09 году. Он обладал талантом к поэзии и был упомянут Имадеддином аль-Исфахани[47];
- Мансур[2].